# Ravi Vallis
Ravi Vallis é um antigo vale fluvial no quadrângulo de Margaritifer Sinus em Marte, localizado a 0.2° S e 40.7 W°. Possui 205.5 km de extensão e recebeu o nome de um antigo rio paquistanês.